# Ektomorf
Gli Ektomorf sono un gruppo thrash/nu metal ungherese, formatosi nel 1993 per iniziativa dei due fratelli Zoltán, voce e chitarra, e Csaba Farkas al basso.
Il loro stile è ispirato al gruppo brasiliano dei Sepultura a quello statunitense dei Soulfly, e del cantante brasiliano Max Cavalera.

## Storia del gruppo
Il gruppo si è formato nel 1993 nella città ungherese di Mezőkovácsháza, nei pressi del confine rumeno, da Zoltán "Zoli" Farkas e dal fratello Csaba, uscito dalla band nel 2017 . Nella band attuale, Zoli, cantautore e mastermind della band, è l'unico membro fondatore rimasto. La band è completata da Szebasztián Simon, alla chitarra, Attila Asztalos, al basso e Dániel Szabó, alla batteria. A causa delle sue origini gitane, Zoli visse episodi di razzismo e fu oggetto di numerosi pregiudizi, motivo per cui la band ha profuso molte energie per poter affermare il loro talento a livello internazionale. La svolta è giunta nel 2003, quando gli Ektomorf hanno iniziato la collaborazione con il produttore danese Tue Madsen.

## Formazione

### Formazione attuale
- Zoltán "Zoli" Farkas – voce, chitarra (dal 1993)
- Szebasztián Simon – chitarra (dal 2017)
- Attila Asztalos – basso (dal 2017)
- Dániel Szabó – batteria (dal 2017)

### Ex componenti
- Szabolcs Murvai – basso (2009–2017)
- Csaba Farkas – basso (1993–2008)
- Tamás Schrottner – chitarra (2003–2010, 2012–2017)
- Béla Marksteiner – chitarra (1997–1998)
- Mihály "Müller" Janó – chitarra (1993–1997, 1998–2000)
- László Kovács – chitarra (2000-2002)
- Michael "Mike" Rank – chitarra (2010-2012)
- József "Joci" Szakács – batteria (1998–2009)
- Gergely Tarin – batteria (2010–2011)
- Csaba Ternován – batteria (1993–1998)
- Gergely Homonnai – batteria (2009)
- Róbert Jaksa – batteria (2011-2017)

## Discografia
Album in studio
- 1995 – A Romok Alatt
- 1996 – Hangok
- 1998 – Ektomorf
- 2000 – Kalyi Jag
- 2002 – I Scream Up To The Sky
- 2004 – Destroy
- 2005 – Instinct
- 2006 – Outcast
- 2009 – What Dosen't Kill Me
- 2010 – Redemption
- 2012 – The Acoustic
- 2012 – Black Flag
- 2015 – Aggressor
- 2018 – Fury
- 2021 – Reborn

Album Live

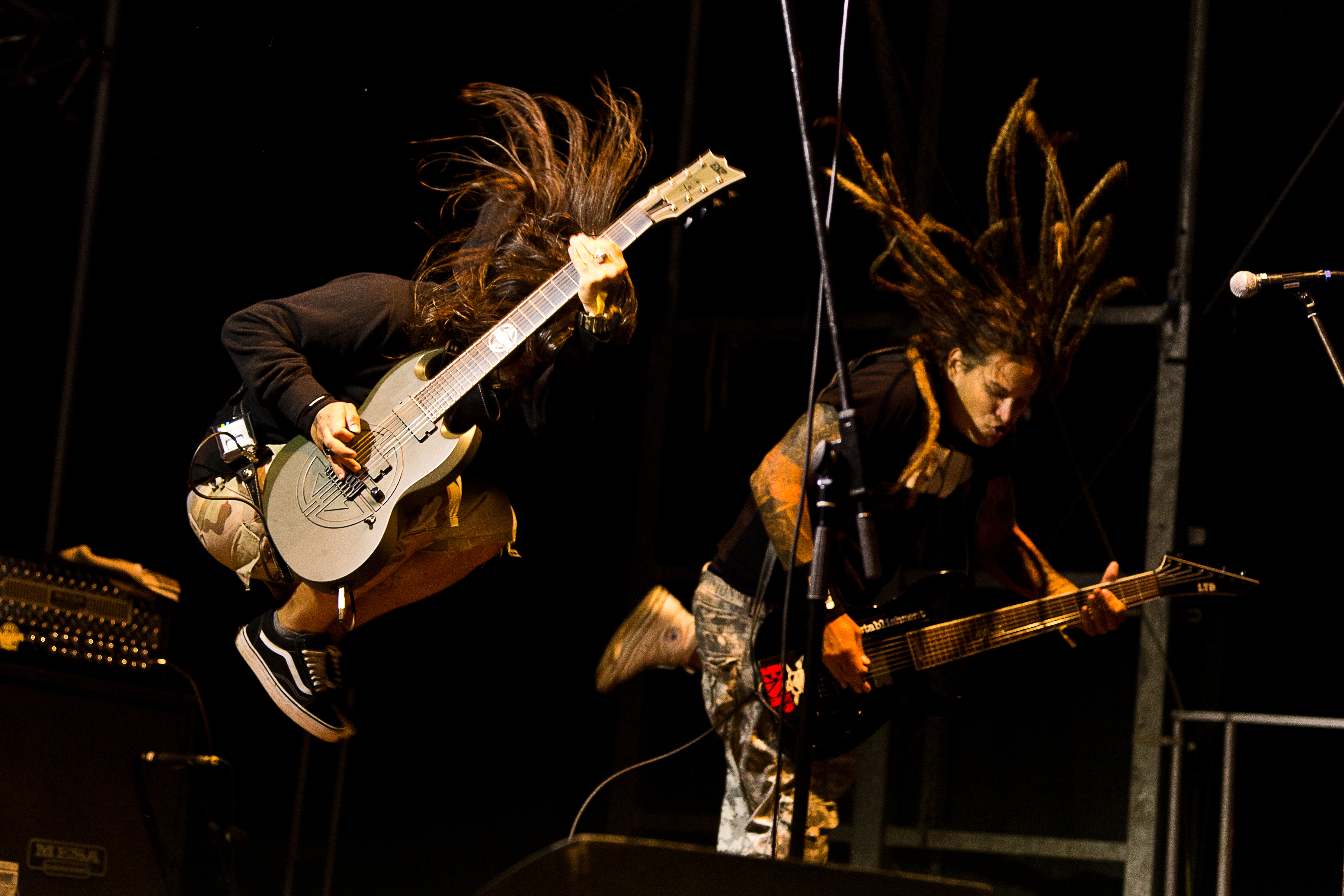
Zoltán Farkas e Tamás Schrottner al Rockharz Open Air 2015

- 2017 – Warpath (Live And Life On The Road)
- 2005 – Live & Raw... You Get What You Give

Demo
- 1993 – Holocaust

Singoli
- 2004 – Destroy
- 2005 – Instict
- 2006 – Outcast/I Choke
- 2010 – The Gipsy Way
- 2012 – Unscarred
- 2016 – Brotherhood Of Man
- 2017 – Holocaust (Live At Wacken 2016)
- 2017 – You Leech (Live At Wacken 2016)
- 2018 – The Prophet Of Doom
- 2018 – Ak 47
- 2018 – Eternal Mayhem
- 2020 – Reborn
- 2020 – And The Dead Will Walk
- 2021 – Smashing The Past

DVD
- 2005 – Live & Raw... You Get What You Give